# Thierry Di Rollo
Thierry Di Rollo (Lyon, 28 de noviembre de 1959) es un escritor francés adscrito a los géneros de la ciencia ficción y novela policíaca y negra. Desde 1986 ha publicado al menos 45 títulos, siendo la ciencia ficción el primer género que trató en sus obras.

## Obras
Novela en el ciclo de La Tragédie Humaine
- Number Nine, Éditions Encrage, 1997.
- Archeur, Éditions Encrage, 1999.
- La Lumière des morts, Éd. Le Bélial', 2002.
- La Profondeur des tombes, Éd. Le Bélial', 2003.
- Meddik ou Le Rire du Sourd, Éd. Le Bélial', 2005.
- Les Trois Reliques d'Orvil Fisher, Éd. Le Bélial', 2007.

Colección de cuentos
- Cendres, Éd. ActuSF, 2007.
- Crépuscules, Éd. ActuSF, 2010.

Novela negra
- Le Syndrome de l'éléphant, Éditions Denoël, 2008.
- Préparer l'enfer,  Éditions Gallimard, col. «Série noire», 2011.

Novela de fantasía
- Bankgreen, Éd. Le Bélial', 2011.
- Elbrön, Éd. Le Bélial', 2012.